# 奧斯特斯謝拉岩
奧斯特斯謝拉岩（英語：Austskjera）是南極洲的岩石，位於麥克羅伯特森地，處於戴利角以東8公里、塞夫蒂島東南面3公里和蘭德馬克角東南面2公里，挪威製圖師根據該國探險隊拍攝的空中照片繪入地圖，現時由南極條約體系管理。